# Malua (Upolu)

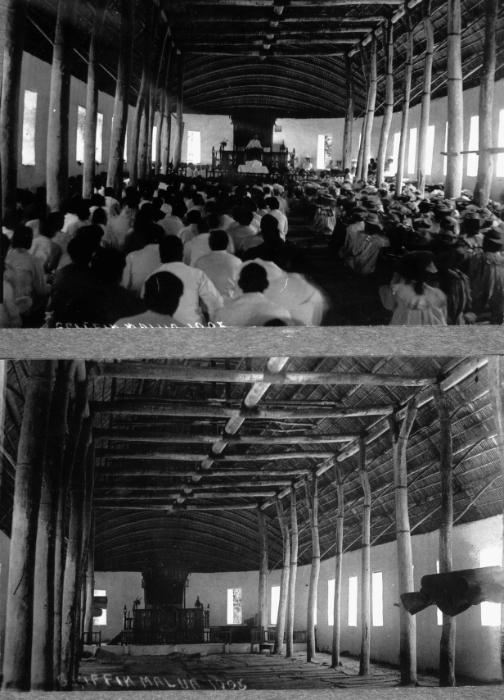
Innenansicht einer Kirche in Malua 1905.

Malua ist ein Dorf auf der Insel Upolu in Samoa. Der Name stammt vom samoanischen Wort „Maluapapa“ mit der Bedeutung 'Schutzraum unter dem Felsen'. Er liegt an der Nordwestküste der Insel im Wahlbezirk (faipule district) Sagaga Le Falefa im Bezirk (itūmālō) Tuamasaga. 2016 hatte der Ort 365 Einwohner.

## Geographie
Der Ort liegt an einem Kap der Nordküste, welches als Landmarke für den Zugang Malua Entrance in den Riffbereich der Insel dient. Wie alle Dörfer Samoas ist die Siedlung an der Küste konzentriert und Wege führen von da ins Landesinnere zu den landwirtschaftlich genutzten Flächen. Die nächstgelegenen Dörfer, die durch die Hauptstraße (Main West Coast Road) an der Küste im Westen und Osten mit Malua verbunden sind, sind Utuali‘i (W) und Tanuoa (O).
Im Ort gibt es auch das Leulumoega Fou College und das EFKS Fine Art Museum.

## Geschichte
Malua ist das Zentrum der Congregational Christian Church of Samoa und der Standort des Malua Theological College. Dieses theologische College war 1844 das zweite, welches in der Südpazifik-Region gegründet wurde nach dem Takamoa Theological College in den Cookinseln. Es wurde von der London Missionary Society gegründet und wurde schnell Zentrum für die Ausbildung von Pastoren und Missionaren im Pazifik-Raum. Heute finden viele Aktivitäten der Congregational Christian Church statt, im Besonderen die jährliche General Assembly im Mai.
Ein prominente Samoaner, der das Malua Theological College absolvierte war der Historiker Teo Tuvale. Schon sein Vater, ein Pastor in Faleasiʻu, war überhaupt einer der ersten Studenten des Seminars im 19. Jahrhundert gewesen.